# Allium lefkadensis
Allium lefkadensis — вид квіткових рослин з підродини цибулевих (Allioideae). Ендемік Греції — Лефкада, Іонічні острови, гора Елаті, біля вершини на 1000 м над рівнем моря. Етимологія: від «Лефкади», грецького Іонічного острова, де поширений цей вид.

## Біоморфологічна характеристика
Цибулина яйцеподібна, 15 × 10 мм, з темно-коричневою оболонкою. Стебло голе, прямовисне, 10–16 см заввишки, на 1/4–1/3 довжини вкрите листковими піхвами. Листків 4, зелених, напівциліндричних, ребристих, 8–16 см завдовжки. Обгортки суцвіття довші за суцвіття. Суцвіття нещільне, з 20–25 квіток. Оцвітина конічно-дзвінчаста; листочки оцвітини рівні, зеленувато-жовті, довгасті, закруглені на верхівці, 4.5 × 2 мм. Тичинки зі знизу білими та зверху трохи рожевими нитками й солом'янистими пиляками.

## Поширення
Вид спостерігався лише на вершині гори Елаті на Іонічному острові Лефкада.